# نیازآباد (ملکشاهی)
نیازآباد روستایی از توابع بخش مرکزی شهرستان ملکشاهی است.
این روستا در دهستان چمزی قرار دارد.